# Cantó de Saint-Florent-le-Vieil
El cantó de Saint-Florent-le-Vieil és una antiga divisió administrativa francesa del departament de Maine i Loira, situat al districte de Cholet. Té 11 municipis i el cap es Saint-Florent-le-Vieil. Va desaparèixer el 2015.

## Municipis
- Beausse
- Botz-en-Mauges
- Bourgneuf-en-Mauges
- La Chapelle-Saint-Florent
- Le Marillais
- Le Mesnil-en-Vallée
- Montjean-sur-Loire
- La Pommeraye
- Saint-Florent-le-Vieil
- Saint-Laurent-de-la-Plaine
- Saint-Laurent-du-Mottay

## Història
| Data d'elecció                           | Identitat         | Partit                                 | Qualitat |
| ---------------------------------------- | ----------------- | -------------------------------------- | -------- |
| 1945-1979                                | Fernand Esseul    | Divers droite, després CNI, després RI |          |
| 1979-1987                                | Georges Menan     | UDF-CDS                                |          |
| 1987-1998                                | François Blouin   | UDF-CDS                                |          |
| 1998-2015                                | Christian Rosello | Divers droite                          |          |
| les dades anteriors no són pas conegudes |                   |                                        |          |
|                                          |                   |                                        |          |

## Demografia
| A partir de 1990: Població sense dobles comptes |